# Telangana Praja Samithi
Telangana Praja Samithi (TPS, Telugu తెలంగాణా ప్రజాసమితి, „Volksvereinigung von Telangana“) war eine Regionalpartei in Indien in den Jahren 1969 bis 1971. Ihr politisches Ziel war die Gründung eines eigenen Bundesstaats „Telangana“ aus Teilen von Andhra Pradesh.

## Politischer Hintergrund
Seit dem 18. Jahrhundert hatten die verschiedenen Teile des Telugu-Sprachgebiets in Südindien eine unterschiedliche Entwicklung genommen. Während die im Hochland des Dekkan (westlich der Ost-Ghats) gelegenen Bereiche (das später „Telangana“ genannte Gebiet) unter die Herrschaft der muslimischen Nizame von Hyderabad kamen, wurden die Küstenregionen (das Gebiet von Andhra und die Region Rayalaseema) durch die Britische Ostindienkompanie kolonisiert und administrativ Teil der Präsidentschaft Madras. Nach der Unabhängigkeit Indiens 1947 blieben beide Gebiete zunächst verwaltungsmäßig getrennt. Im Jahr 1956 erfolgte mit dem States Reorganisation Act eine Reorganisation der Bundesstaatsgrenzen nach linguistischen Kriterien. Die Telugu-sprachige Region des ehemaligen Fürstenstaats Hyderabad wurde mit dem 1953 gebildeten Bundesstaat Andhra zum neuen Bundesstaat ‘Andhra Pradesh’ vereinigt. Zuvor hatten sich die Chief Minister von Andhra und Hyderabad, Bezawada Gopala Reddy und Burgula Ramakrishna Rao, in einem Abkommen, das unter dem Namen Gentlemen’s Agreement bekannt wurde, auf bestimmte Punkte geeinigt, die garantieren sollten, dass Telangana im neuen Bundesstaat gegenüber dem politisch tonangebenden Andhra nicht benachteiligt sein sollte. Dabei ging es unter anderem um die gerechte Verteilung von Finanzmitteln, Wasserressourcen u. a. m. zwischen den beiden Landesteilen.
In den folgenden Jahren kamen jedoch wiederholt Vorwürfe auf, dass sich die Regierung Andhra Pradeshs nicht an das Gentlemen’s Agreement halte und einseitig die Küstenregion Andhra bevorzuge. Daraus entstand die Telangana-Bewegung, die eine verstärkte Autonomie oder die Herauslösung Telanganas aus Andhra Pradesh als eigener Bundesstaat anstrebte. In diese Bewegung mischten sich verschiedene andere Motive, beispielsweise Unzufriedenheiten mit der langen, monopolartigen Alleinherrschaft der Kongresspartei in Andhra Pradesh. Die muslimische Minderheit in Telangana versprach sich eine bessere Berücksichtigung ihrer Interessen in einem eigenen Bundesstaat Telangana.

## Parteigründung und weitere Entwicklung
Am 28. Februar 1969 wurde auf einer politischen Versammlung in Hyderabad die Gründung einer neuen politischen Partei, Telangana Praja Samithi (TPS), proklamiert. Ein erster Parteikongress fand am 3. März 1969 statt, auf dem Pratap Kishore zum ersten Parteipräsidenten gewählt wurde. Führende Politiker der neuen Partei kamen aus der Kongresspartei, so unter anderen Konda Laxman Bapuji, V. B. Raju, V. Ramachandra Reddy, so dass die Partei als eine lokale Abspaltung des Kongresses gesehen werden konnte. Es entwickelte sich eine Massenbewegung mit Streiks, Boykottaktionen und Agitationen, die das öffentliche Leben behinderten. Bei den Unruhen und Konfrontationen mit Polizei und Armee kamen Dutzende Menschen ums Leben. Die Bewegung forderte die Gründung eines eigenen Bundesstaats Telangana, was von der indischen Zentralregierung abgelehnt wurde. Am 11. April 1969 verkündete Premierministerin Indira Gandhi einen 8-Punkte-Plan, der eine finanzielle Besserstellung Telanganas innerhalb Andhra Pradeshs vorsah. Der Plan wurde jedoch umgehend von den TPS-Führern zurückgewiesen. In der folgenden Zeit beruhigte sich die Agitation wieder und es kehrte eine Art Normalität zurück. Bei der Parlamentswahl in Indien 1971 kandidierte TPS in ganz Telangana und konnte 10 der 14 Wahlkreise Telanganas gewinnen. Die restlichen vier gingen an die Kongresspartei (Wahlkreise Adilabad, Nizamabad, Khammam) bzw. die Kommunisten (Marxisten) (Wahlkreis Miryalguda). Der amtierende Chief Minister von Andhra Pradesh, Kasu Brahmananda Reddy, der eine wesentliche Zielscheibe der TPS-Agitation gewesen war, trat zurück und P. V. Narasimha Rao, Kongress-Abgeordneter aus Telangana, wurde neuer Chief Minister. Es kam zu Verhandlungen zwischen der Kongress-Führung und der TPS-Führung, mit der Folge, dass sich die Telangana Praja Samithi am 18. September 1971 per Beschluss der Parteiversammlung als Partei auflöste und der Kongresspartei anschloss. Die Telangana-Bewegung verstummte danach weitgehend.
Am 21. September 1973 wurde mit der indischen Zentralregierung ein Übereinkommen erzielt, das eine gerechtere Verteilung der Ressourcen zwischen den beiden Landesteilen Andhra Pradeshs zum Ziel hatte.

## Wahlergebnisse
TPS nahm (abgesehen von Nachwahlen) nur an einer einzigen Wahl teil. Die Prozentangabe bezieht sich auf den Stimmenanteil in ganz Indien, bezogen auf Andhra Pradesh (13.073.383 gültige Wählerstimmen) waren es 14,3 %, bezogen auf Telangana (3.940.484 gültige Wählerstimmen) 47,5 %. Bei der Parlamentswahl war Andhra Pradesh in 41 Wahlkreise aufgeteilt, wovon 14 auf Telangana entfielen.
| Jahr | Wahl                    | Stimmen   | Prozent | Parlamentssitze |
| ---- | ----------------------- | --------- | ------- | --------------- |
| 1971 | Wahl zur Lok Sabha 1971 | 1.873.589 | 1,28 %  | 10/518          |

## Spätere Entwicklungen
Telangana Praja Samithi konnte das Ziel der Gründung eines Bundesstaats Telangana nicht realisieren. Im Jahr 2001 wurde die Partei Telangana Rashtra Samithi gegründet, die ebenfalls dieses Ziel verfolgte und damit letztlich auch im Jahr 2014 erfolgreich war.